# (33737) Helenlyons
1999 NT38 (asteroide 33737) é um asteroide da cintura principal. Possui uma excentricidade de 0.19664800 e uma inclinação de 5.26578º.
Este asteroide foi descoberto no dia 14 de julho de 1999 por LINEAR em Socorro.